# Lampris guttatus
« Opah » redirige ici. Pour l'opération d'urbanisme dont le sigle est OPAH, voir Opération programmée d'amélioration de l'habitat.
Espèce
Le lampris royal, lampris-lune, saumon des dieux ou opah (Lampris guttatus) est une espèce de poissons de la famille des Lamprididés. C'est un poisson pélagique avec une répartition cosmopolite.
C'est le seul poisson connu capable de maintenir en permanence son métabolisme à une température supérieure à celle de son environnement. Il est capable comme certains autres poissons endothermes tels que le thon, d'élever sa température en faisant circuler dans l'ensemble de ses organes la chaleur produite par les muscles de ses nageoires. Cette évolution confère à ces prédateurs - dans les eaux froides des grandes profondeurs, l'avantage sur leurs proies d'un métabolisme plus rapide. Cependant, contrairement aux autres poissons qui élèvent leur température pour chasser, le Lampris royal dispose, lui, d'adaptations métaboliques qui lui permettent, en plus, de préserver efficacement cette chaleur - entre autres par une vascularisation particulière des branchies (qui fonctionne un peu comme un échangeur thermique à contre-courant) dans laquelle, le sang qui va vers les branchies va d'abord transmettre un maximum de chaleur en réchauffant le sang refroidi par le contact avec l'eau, de façon à minimiser la chaleur perdue au contact de l'eau dans le processus de respiration aquatique.

## Répartition

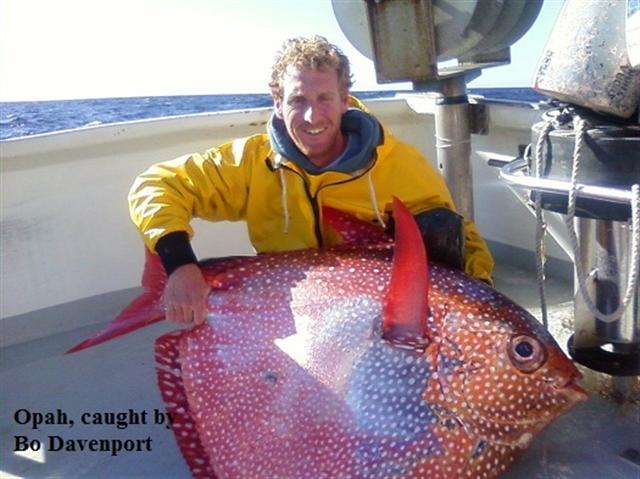
Lampris-lune pêché aux États-Unis.

On suppose que, malgré sa rareté, il est cosmopolite car il a été capturé dans toutes les mers. Sa nourriture se compose préférentiellement de céphalopodes et de crustacés.
Un spécimen de 38 kg fut pêché[réf. nécessaire] dans les profondeurs océaniques au large de l'île d'Yeu.
En mer Méditerranée, un spécimen a été pêché le 17 septembre 2020.
En Méditerranée toujours, un spécimen de 41 kg, pêché illégalement, a été saisi par l'Unité Littorale des Affaires Maritimes du Var le 26 juillet 2021 à 4h du matin dans le port de Sanary. L'endroit précis de la capture n'a pas été indiqué.

## Description
Lampris guttatus mesure au maximum 2 m de long et pèse au maximum 270 kg. Sa taille commune est de 1,2 m.
Son corps est comprimé latéralement et a des teintes bleues et rouges brillantes et des taches métalliques.

C'est un poisson solitaire qui s'associe parfois aux bancs de thons, qui migre en été avec la remontée des eaux chaudes vers le nord et qui effectue aussi des migrations verticales de 500 m à 50 m de profondeur, remontant vers la surface la nuit.

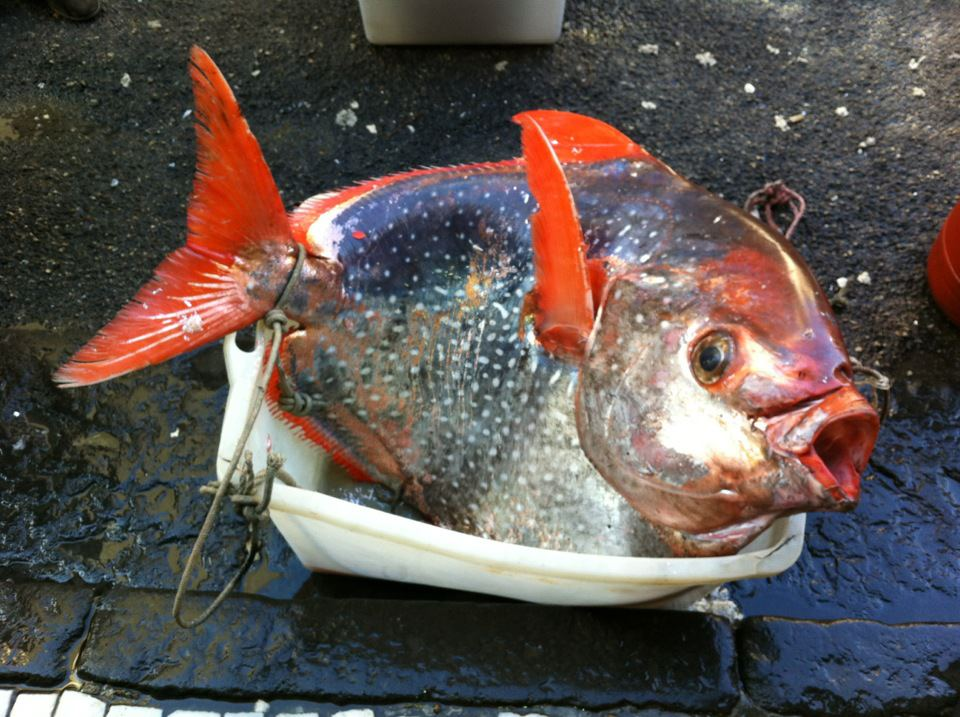
Lampris-lune pêché en Italie.

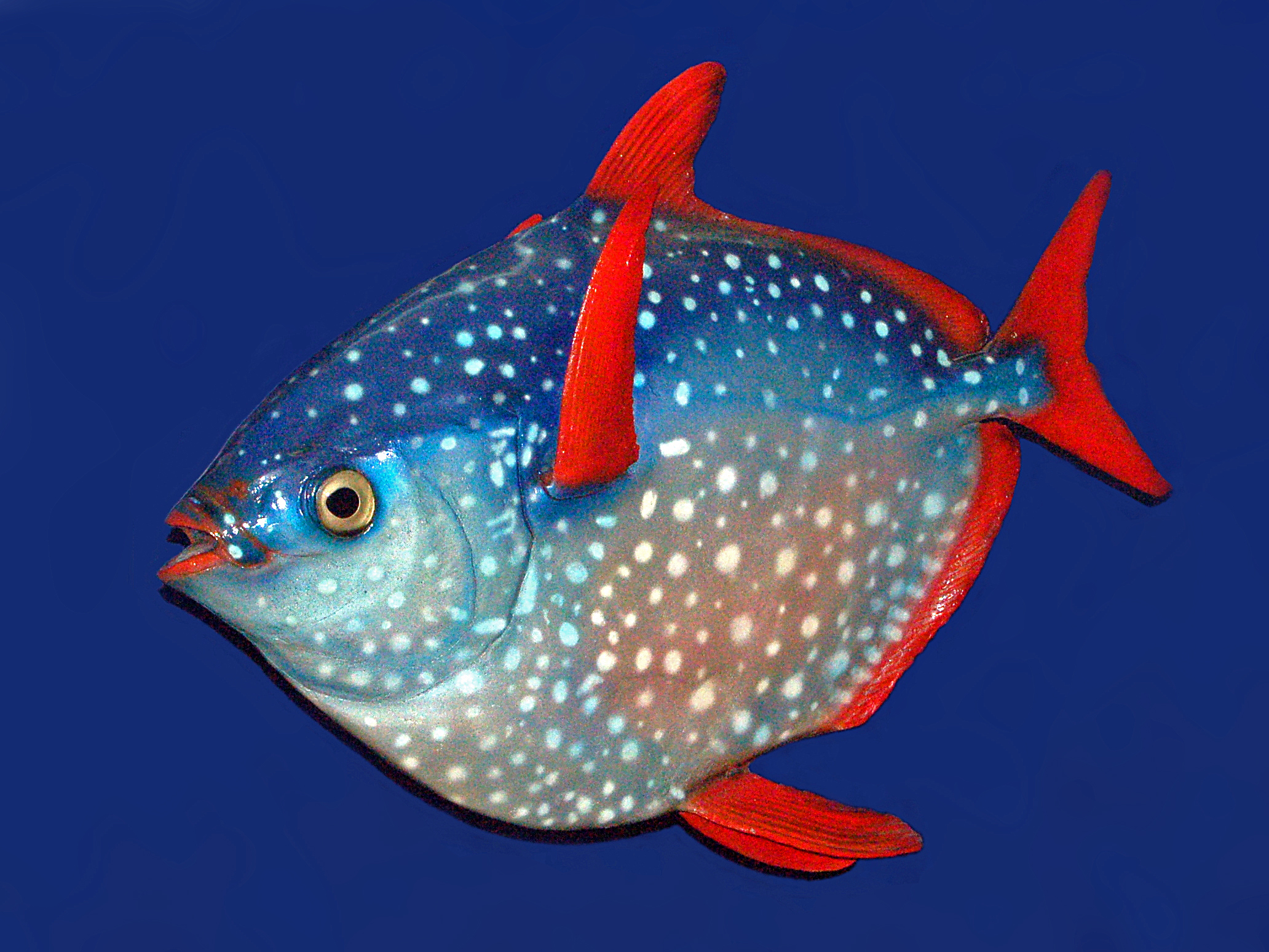
Lampris guttatus au Musée national d'histoire naturelle et des sciences de Lisbonne.

Cette espèce est une exception parmi les organismes aquatiques, classifiés habituellement à sang froid (en dehors des cétacés et des siréniens). En effet, en 2015, une étude a présenté le lampris royal comme le premier cas connu de poisson Endotherme, capable de maintenir, via des muscles pectoraux surdéveloppés, l'ensemble de son métabolisme à une température supérieure à celle de son environnement, et de conserver cette chaleur grâce à son enveloppe graisseuse. Ceci ne doit cependant pas être confondu avec l’homéothermie des mammifères et des oiseaux, qui eux maintiennent une température corporelle indépendante de celle de leur environnement, ce qui est beaucoup plus coûteux en énergie et nécessite probablement la respiration aérienne capable de fournir une quantité d'oxygène nettement plus importante que la respiration aquatique.
Nageant en battant des nageoires pectorales, il vit dans les océans du monde entier, où il mange des calmars, des méduses et proies collectées à 50–200 m de profondeur, là où l'eau est à 10 °C ou moins. Le lampris royal dispose d'un rete mirabile (une sorte d'échangeur thermique biologique) au niveau des branchies. Ces dernières sont très inhabituelles, protégées par une couche d'un centimètre d'épaisseur de graisse permettant à ce poisson de maintenir son corps à une température jusqu'à 10 °C de plus que celle dans laquelle il baigne (corps à 13 °C à 14 °C dans une eau à 4 °C). Des oiseaux marins ou aquatiques et les baleines (dans leur langue) disposent d'autres organes aux fonctions similaires, mais c'est la première fois qu'un système aussi complexe et efficace est trouvé chez un poisson ; cela lui permet en particulier d'améliorer ses performances de chasse, grâce à des mouvements oculaires plus vifs. L'autre espèce du genre, Lampris immaculatus, a probablement aussi le sang chaud[réf. nécessaire].
Il se nourrit de calamars et de petits poissons, de céphalopodes, de crustacés et de méduses.